# Mieczysław Pater
Mieczysław Pater (ur. 1 marca 1927 w Buczałach, zm. 3 lipca 2017 we Wrocławiu) – polski historyk, profesor nauk humanistycznych, nauczyciel akademicki Uniwersytetu Wrocławskiego, specjalista w zakresie historii Niemiec, historii Polski i powszechnej XIX–XX w. oraz historii Śląska.

## Życiorys
Ukończył studia historyczne na Uniwersytecie Wrocławskim. W 1953 został nauczycielem akademickim na tej uczelni. Był kierownikiem Zakładu Historii Śląska w Instytucie Historycznym Uniwersytetu Wrocławskiego (1981–1998), prodziekanem Wydziału Nauk Historycznych i Pedagogicznych (1981–1985), zastępcą dyrektora (1984–1986) i dyrektorem Instytutu Historycznego UWr (1986–1987, 1993–1996). Został profesorem nauk humanistycznych. Zajmował się badaniami nad dziejami Niemiec, Polski i historią powszechną XIX–XX w. oraz historią Śląska.
Zasiadał w Komitecie Nauk Historycznych PAN, był członkiem Polskiego Towarzystwa Historycznego i Wrocławskiego Towarzystwa Miłośników Historii.
W 2008 została wydana na jego cześć publikacja pt. Śląsk, Polska, Niemcy na przestrzeni wieków Studia historyczne ofiarowane Profesorowi Mieczysławowi Paterowi w osiemdziesiątą rocznicę urodzin, red. Teresa Kulak (Wydawnictwo Adam Marszałek ISBN 978-83-7611-083-7)
Otrzymał Krzyż Kawalerski Orderu Odrodzenia Polski i Złoty Krzyż Zasługi.
8 lipca 2017 został pochowany na Cmentarzu Kiełczowskim we Wrocławiu.